# Àrea de Kitakyūshū
L'Àrea de Kitakyūshū (北九州地域, Kitakyūshū-chiiki), també anomenada regió de Kitakyūshū (北九州地方, Kitakyūshū-chihō) és una divisió administrativa de segon grau de la prefectura de Fukuoka, a la regió de Kyūshū, Japó. El seu municipi més poblat i amb més extensió és la ciutat de Kitakyūshū.

## Geografia
L'àrea de Kitakyūshū és la més septentrional de les regions de la prefectura de Fukuoka i s'estén per la costa nord i nord-est de l'illa de Kyushu. La regió limita al nord amb l'estret de Kanmon, pel qual s'accedeix a la prefectura de Yamaguchi, a l'est amb la prefectura d'Oita i al sud amb l'àrea de Fukuoka i l'àrea de Chikuzen.

### Municipis
| |           |          |          |
| \| Municipi \| Població \| Extensió \| Densitat \| \| ---------- \| --------- \| -------- \| -------- \| \| Ashiya \| 13.246 \| 11,60 \| 1.142 \| \| Buzen \| 24.478 \| 111,10 \| 220 \| \| Chikujō \| 17.057 \| 119,61 \| 143 \| \| Kanda \| 36.169 \| 48,98 \| 738 \| \| Kitakyūshū \| 936.759 \| 491,95 \| 1.904 \| \| Kōge \| 7.183 \| 62,44 \| 115 \| \| Miyako \| 18.665 \| 151,34 \| 123 \| \| Mizumaki \| 27.852 \| 11,01 \| 2.530 \| \| Nakama \| 39.706 \| 15,96 \| 2.488 \| \| Okagaki \| 30.893 \| 48,64 \| 635 \| \| Onga \| 18.613 \| 22,15 \| 840 \| \| Yoshitomi \| 6.472 \| 5,72 \| 1.131 \| \| Yukuhashi \| 70.996 \| 70,06 \| 1.013 \| \| Total \| 1.248.089 \| 1.170,56 \| 1.066 \| |           |          |          |
| Municipi | Població  | Extensió | Densitat |
| Ashiya | 13.246    | 11,60    | 1.142    |
| Buzen | 24.478    | 111,10   | 220      |
| Chikujō | 17.057    | 119,61   | 143      |
| Kanda | 36.169    | 48,98    | 738      |
| Kitakyūshū | 936.759   | 491,95   | 1.904    |
| Kōge | 7.183     | 62,44    | 115      |
| Miyako | 18.665    | 151,34   | 123      |
| Mizumaki | 27.852    | 11,01    | 2.530    |
| Nakama | 39.706    | 15,96    | 2.488    |
| Okagaki | 30.893    | 48,64    | 635      |
| Onga | 18.613    | 22,15    | 840      |
| Yoshitomi | 6.472     | 5,72     | 1.131    |
| Yukuhashi | 70.996    | 70,06    | 1.013    |
| Total | 1.248.089 | 1.170,56 | 1.066    |

### Districtes
- Districte de Chikujō
- Districte de Miyako
- Districte d'Onga